# تصدير الثورة
تصدير الثورة، (بالإنجليزية: Export of revolution)‏، هي إجراءات من قبل حكومة ثورية، منتصرة في بلد واحد، للترويج لثورات مماثلة في المناطق غير المحكومة، أو في بلدان أخرى، كمظهر من مظاهر الأممية الثورية من نوع معين..على سبيل المثال، الأممية البروليتارية، الماركسية.
يحلل فرد هاليداي، سمات «تصدير الثورة»، من خلال دراسات حالة الثورة الفرنسية، وروسيا السوفيتية، والاتحاد السوفياتي، وجمهورية الصين الشعبية، وكوبا فيديل كاسترو، وإيران آية الله الخميني.

## إيران وتصدير الثورة
ظهر مصطلح تصدير الثورة في إيران، عقب نجاح الثورة الإيرانية الإسلامية، بقيادة الخميني في قلب النظام الملكي، بإدارة محمد رضا بهلوي، لتصبح إيران دولة دينية.
- ويقوم هذا المصطلح، على العمل من أجل قيام ثورات مشابهة للثورة الإسلامية في إيران، في جميع الدول ذات النظم الاستبدادية.
- ولكن حسب قول الخميني: لا يعني "تصدير الثورة، "أن نتدخل في شئون الدول الأخرى",[2] ولكن "الإجابة عن أسئلتهم بشأن معرفة الله" [3][4]